# Віреон андійський
Віреон андійський (Vireo leucophrys) — вид горобцеподібних птахів родини віреонових (Vireonidae).

## Поширення
Він поширений від північно-східної частини Мексики на південь через Гватемалу, Сальвадор, Гондурас, Нікарагуа, Панаму до Колумбії, а також уздовж Анд від північно-західної частини Венесуели, через Колумбію, Еквадор до південного сходу Перу і на північ Болівії. Мешкає у кронах і узліссях гірських лісів на висоті від 1300 до 2500 м над рівнем моря, але до 600 м у західному Еквадорі.

## Опис
Дрібний птах, завдовжки 12–12,7 см і важить 12 г. Він має оливково-зелену верхню частину тіла і коричневу крону. Від дзьоба через очі проходить коричнева лінія, а над нею біла надбрівна смуга. Обличчя та горло майже білі, а нижня частина в іншому випадку жовта з трохи оливковою на боках. Молоді птахи зверху жовтувато-коричневі з слабким надбрівком.

## Підвиди
Включає 14 підвидів:
- Vireo leucophrys eleanorae Sutton & Burleigh, 1940 — північно-східна Мексика.
- Vireo leucophrys dubius (A.R. Phillips, 1991) — центральна східна Мексика.
- Vireo leucophrys amauronotus Salvin & Godman, 1881 — південно-східна Мексика.
- Vireo leucophrys strenuus Nelson, 1900 — південна Мексика.
- Vireo leucophrys bulli Rowley, 1968 — південно-західна Мексика.
- Vireo leucophrys palmeri (A.R. Phillips, 1991) — гори Гондурасу, можливо, також на півночі Сальвадору.
- Vireo leucophrys costaricensis (Ridgway, 1903) — центральна Коста-Рика (Сьєрра-де-Тіларан).
- Vireo leucophrys chiriquensis (Bangs, 1903) — південна Коста-Рика, західна Панама.
- Vireo leucophrys dissors J.T. Zimmer, 1941 — південна Коста-Рика, західна та східна Панама, північно-західна Колумбія.
- Vireo leucophrys mirandae Hartert, 1917 — північна Колумбія (Сьєрра-Невада-де-Санта-Марта) і північно-західна Венесуела.
- Vireo leucophrys josephae P.L. Sclater, 1859 — південно-західна Колумбія і західний Еквадор.
- Vireo leucophrys leucophrys (Lafresnaye, 1844) — східні схили Анд від Колумбії на південь до центральної частини Перу.
- Vireo leucophrys maranonicus J.T. Zimmer, 1941 — північ Перу.
- Vireo leucophrys laetissimus (Todd, 1924) — південний схід Перу і північ Болівії.